# Qinhua
Qinhua (kinesiska: 琴华乡, 琴华) är en socken i Kina. Den ligger i den autonoma regionen Guangxi, i den södra delen av landet, omkring 180 kilometer nordväst om regionhuvudstaden Nanning.
Genomsnittlig årsnederbörd är 1 600 millimeter. Den regnigaste månaden är juni, med i genomsnitt 328 mm nederbörd, och den torraste är februari, med 23 mm nederbörd.